# Celyphohomoneura nitida
Celyphohomoneura nitida är en tvåvingeart som beskrevs av Papp och Kim 1996. Celyphohomoneura nitida ingår i släktet Celyphohomoneura och familjen lövflugor. Inga underarter finns listade i Catalogue of Life.